# Электрослабое взаимодействие
В физике элементарных частиц электрослабое взаимодействие является общим описанием двух из четырёх фундаментальных взаимодействий: слабого взаимодействия и электромагнитного взаимодействия. Хотя эти два взаимодействия очень различаются на обычных низких энергиях, в теории они представляются как два разных проявления одного взаимодействия. При энергиях выше энергии объединения (порядка 100 ГэВ) они соединяются в единое электрослабое взаимодействие.

## Теория электрослабого взаимодействия
Теория электрослабого взаимодействия представляет собой созданную в конце 1960-х годов С. Вайнбергом, Ш. Глэшоу, А. Саламом единую (объединённую) теорию слабого и электромагнитного взаимодействий кварков и лептонов, осуществляемых посредством обмена четырьмя частицами — безмассовыми фотонами (электромагнитное взаимодействие) и тяжёлыми промежуточными векторными бозонами (слабое взаимодействие). Причём фотон и Z-бозон являются суперпозицией других двух частиц — B0 и W0:
{\displaystyle \gamma =B^{0}\cdot \cos \theta _{W}+W^{0}\cdot \sin \theta _{W},}
{\displaystyle Z^{0}=-B^{0}\cdot \sin \theta _{W}+W^{0}\cdot \cos \theta _{W},}
где {\displaystyle \theta _{W}} — электрослабый угол (угол Вайнберга).
Таким образом, в этой теории постулируется, что электромагнитное и слабое взаимодействия — это различные проявления одной силы.
Математически объединение осуществляется при помощи калибровочной группы SU(2) × U(1). Ей соответствуют три калибровочных бозона — фотон (электромагнитное взаимодействие) и W- и Z-бозоны (слабое взаимодействие). В Стандартной модели калибровочные бозоны слабого взаимодействия получают массу из-за спонтанного нарушения электрослабой симметрии от {\displaystyle SU(2)\times U(1)_{Y}} к {\displaystyle U(1)_{em}}, вызванного механизмом Хиггса (см. также Хиггсовский бозон). Нижние индексы используются, чтобы показать, что существуют различные варианты {\displaystyle U(1)}; генератор {\displaystyle U(1)_{em}} даётся выражением {\displaystyle Q=Y/2+I_{3}}, где Y — генератор {\displaystyle U(1)_{Y}} (т. н. слабый гиперзаряд), а {\displaystyle I_{3}} — один из генераторов {\displaystyle SU(2)} (компонент изоспина). Различие между электромагнетизмом и слабым взаимодействием появляется вследствие (нетривиальной) линейной комбинации Y и {\displaystyle I_{3}}, которая исчезает для бозона Хиггса (это собственное состояние как Y, так и {\displaystyle I_{3}}): {\displaystyle U(1)_{em}} определяется как группа, генерируемая именно этой линейной комбинацией, и не подвергается спонтанному нарушению симметрии, поскольку не взаимодействует с бозоном Хиггса.

## История
За вклад в объединение слабого и электромагнитного взаимодействий элементарных частиц Шелдону Глэшоу, Стивену Вайнбергу и Абдусу Саламу была присуждена Нобелевская премия по физике за 1979 год. Существование электрослабых взаимодействий было экспериментально установлено в две стадии: сначала были открыты нейтральные токи в совместном эксперименте Гаргамелла по рассеиванию нейтрино в 1973 году, а затем совместные эксперименты UA1 и UA2 в 1983 году доказали существование калибровочных W- и Z-бозонов при помощи протон-антипротонных столкновений на ускорителе SPS (англ. Super Proton Synchrotron, протонный суперсинхротрон).